# غاري بير
غاري بير (10 أكتوبر 1941 - ) (بالإنجليزية: Gary Beer)‏ هو لاعب كريكت نيوزلندي.

## وصلات خارجية
- غاري بير على موقع إي آس بي آن كريك إنفو (الإنجليزية)